# Hyperganze Zahl
In der Nichtstandardanalysis ist eine hyperganze Zahl {\displaystyle n\in {}^{*}\mathbb {Z} } eine hyperreelle Zahl, die ihrem ganzzahligen Anteil gleicht. Eine hyperganze Zahl kann sowohl endlich als auch unendlich sein.

## Definition
Die Gaußklammer {\displaystyle \lfloor x\rfloor } kann mit dem Transferprinzip der Nichtstandardanalysis verallgemeinert werden. Es existiert eine Erweiterung {\displaystyle ^{*}\lfloor \cdot \rfloor } für alle hyperreelle {\displaystyle x}. Eine hyperreelle Zahl {\displaystyle x} ist eine hyperganze Zahl, wenn {\displaystyle x={}^{*}\lfloor x\rfloor }.

## Interne Menge
Die Menge {\displaystyle {}^{*}\mathbb {Z} } aller hyperganzen Zahlen ist eine interne Teilmenge der hyperreellen Zahlen {\displaystyle {}^{*}\mathbb {R} }. Die Menge der endlichen hyperganzen Zahlen {\displaystyle \mathbb {Z} } ist keine interne Teilmenge. Elemente von {\displaystyle ^{*}\mathbb {Z} \setminus \mathbb {Z} } heißen nichtstandardisierte, unbegrenzte oder unendliche hyperganze Zahlen.